# Ibn Arabi
Muhammad ibn ʿAlī ibn Muhammad ibn al-ʿArabī ((in arabo أبو عبد الله محمد بن علي بن محمد بن العربي الحاتمي الطائي‎?, Abū ʿAbd Allāh Muḥammad ibn ʿAlī ibn Muḥammad ibn al-ʿArabī al-Ḥātimī al-Ṭāʾī), più noto come Ibn ʿArabī; Murcia, 28 luglio 1165 – Damasco, 16 novembre 1240) è stato un filosofo, mistico e poeta arabo.
La sua opera ha influenzato molti intellettuali e mistici sia orientali sia occidentali. Alcuni studiosi ritengono che egli abbia in qualche misura influenzato, seppure in modo indiretto, anche Dante Alighieri e San Giovanni della Croce.
È conosciuto in Occidente come Doctor Maximus e in alcuni paesi islamici con i titoli di Muḥyī al-Dīn ("Colui che rivivifica la religione") e di al-Shaykh al-Akbar ("Il sommo Maestro"). Il grande studioso orientalista francese Henry Corbin non esitava a definirlo "Uno dei più grandi teosofi visionari di tutti i tempi."

## Biografia
Nacque a Murcia, nella Taifa di Murcia nel corso della notte. Gli verrà dato il nome Muḥyi al-Dīn Ibn al-ʿArabī, e fu in seguito soprannominato il grande Shaykh.

### La famiglia
La famiglia di suo padre sosteneva di discendere dal leggendario poeta arabo Ḥātim al-Ṭāʾī. Il padre, ʿAlī ibn Muḥammad, servì nell'esercito di Abu ʿAbd Allāh Muḥammad ibn Saʿd ibn Mardanīš. Quando questi morì nel 1172, ʿAlī b. Muḥammad rapidamente si legò al sultano almohade, Abū Yaʿqūb Yūsuf I, di cui divenne uno dei consiglieri militari. La sua famiglia si spostò così a Siviglia.
La madre proveniva da una nobile famiglia berbera con forti legami con il Maghreb. Ibn al-ʿArabī cita il suo zio materno, Yaḥyā b. Yughmān, che divenne a un certo punto un ricco esponente della città di Tlemcen, prima di lasciare la sua posizione di rilievo per condurre una vita di spiritualità, in seguito al suo incontro con un sufi.

### Istruzione
Secondo i suoi seguaci, Ibn ʿArabī avrebbe incontrato diverse volte al-Khiḍr.

Si narra che il suo primo incontro col profeta preislamico al-Khiḍr fosse avvenuto quando era adolescente, e studente a Siviglia. Dopo aver avuto una discussione accesa col suo maestro (Abū l-Ḥasan al-Ṭiryānī), si allontanò con disappunto. Per strada, uno sconosciuto lo apostrofò con affetto: “Muḥammad! Fidati del tuo Maestro. Si tratta proprio di quella persona”. Tornato dal suo Maestro questi lo anticipò dicendogli: “Sarà proprio necessario che al-Khiḍr ti appaia ogni volta perché ti fidi della parola del tuo Maestro?”
(Vedi Corbin, p. 197)
Iniziò a studiare a Siviglia e Ceuta. La maggior parte dei suoi insegnanti erano Almohadi e alcuni di loro ricoprivano le cariche ufficiali di qāḍī o di khaṭīb. A Siviglia, due dei suoi insegnanti furono al-Mīrtulī e al-ʿUryābī, provenienti dal Gharb al-Andalus. Il suo mentore spirituale di Fes era Muḥammad ibn Qāsim al-Tamīmī. Nel 1179, incontrò il filosofo Averroè a Cordova. Averroè, filosofo razionalista e aristotelico, ormai settantenne, chiese di incontrare il giovanissimo teologo. L'incontro fu molto importante per entrambi. Il vecchio Averroè fu molto colpito da un "così divino maestro", al quale chiese: "Come risolvi il dilemma dell'illuminazione e dell'ispirazione divina? Sono queste identiche a ciò che ci giunge dalla riflessione speculativa?", ricevendo dal giovane Ibn ʿArabī la stringata ma densa risposta: "Sì e no". Malgrado la sua giovane età (aveva infatti 14 anni appena) riteneva che il percorso razionalistico della filosofia per giungere alla verità della Rivelazione fosse inadeguato.
Fino al 1198 Ibn ʿArabī trascorse la sua vita in al-Andalus e in Maghreb, incontrando sufi e teologi razionalisti, talvolta misurandosi con loro in dibattiti. Per tutto questo tempo si afferma che avesse avuto varie visioni mistiche. Nel 1198 ebbe una nuova visione che gli ordinava di partire verso est, ove avrebbe passato il resto dei suoi giorni. Dopo alcuni anni di viaggio attraverso Arabia, Egitto, Asia Minore e altri luoghi, ormai maestro di grande fama, si stabilì a Damasco, dove trascorse il resto della propria vita. Qui avvenne un altro incontro importante per gli sviluppi del sufismo, con il giovane Jalal al-Din Rumi destinato a diventare il più grande poeta mistico della letteratura persiana medievale. Durante questo periodo completò la sua opera principale, i dodici volumi delle al-Futūḥāt al-Makkiyya ("Le Rivelazioni della Mecca"), che era non solo un'enciclopedia esaustiva del credo e delle dottrine del sufismo, ma anche un diario trentennale delle sue esperienze spirituali; un compendio delle scienze esoteriche dell'Islam che sorpassò qualsiasi altra opera precedente ma anche successiva che trattasse degli stessi argomenti.
Nell'anno 1200, andò in Marocco dove si congedò dal suo maestro Yūsuf al-Kūmī, che viveva in quel momento nel villaggio di Salé.

### Il pellegrinaggio alla Mecca
Nel 1201 a trentasei anni visitò la Mecca (dove poi visse per tre anni,) accolto da una nobile famiglia persiana, la cui figlia aveva il dono di una profonda saggezza spirituale e che introdusse Ibn ʿArabī all'iniziazione dei Fedeli d'amore.
(Ibn ʿArabī)

### I viaggi
Dopo la Mecca, egli viaggiò in tutta la Siria, la Palestina, l'Iraq e l'Anatolia.
Nell'anno 600 E. ci fu un incontro tra Ibn ʿArabī e lo Shaykh Majd al-Dīn Isḥāq ibn Yūsuf (شيخ مجد الدين إسحاق بن يوسف), nativo di Malatya, e uomo di grande importanza alla corte selgiuchide. Questa volta Ibn ʿArabī stava viaggiando a nord; assieme visitarono Medina e nel 601 E. entrarono a Baghdad. Questa visita, oltre ad altri benefici, gli offrì la possibilità di incontrare i discepoli diretti dello Shaykh ʿAbd al-Qādir Jīlānī. Ibn ʿArabī vi rimase solo per 12 giorni perché voleva visitare Mosul per vedere il suo amico ʿAlī ibn ʿAbd Allāh ibn Jāmiʿ, un discepolo di Qaḍīb al-Bān (قضيب البان). Vi trascorse il mese del Ramadan componendo le Tanazzulāt al-Mawṣiliyya (تنزلات الموصلية), il Kitāb al-Jalāl wa l-Jamāl (كتاب الجلال والجمال, "Il libro della Maestà e bellezza") e il Kunh mā lā budda li l-murīd minhu.
Nell'anno 602 E. visitò Gerusalemme, La Mecca e l'Egitto. Dopo il 1204 al Cairo, ebbe una nuova visione: vide un essere di straordinaria bellezza che gli annunciò: “Io sono il messaggero che l'Essere Divino ti invia”. È in questo modo che gli fu rivelata la sua dottrina.
Attraversò poi la Siria, visitando Aleppo e Damasco. Più tardi, nel 604 E., tornò alla Mecca, dove continuò a studiare e scrivere, e passare il tempo con il suo amico Abū Shujā bin Rustem e la famiglia. I successivi 4-5 anni di vita di Ibn ʿArabī trascorsero in queste terre, viaggiando e tenendo sessioni di lettura delle sue opere alla sua stessa presenza.

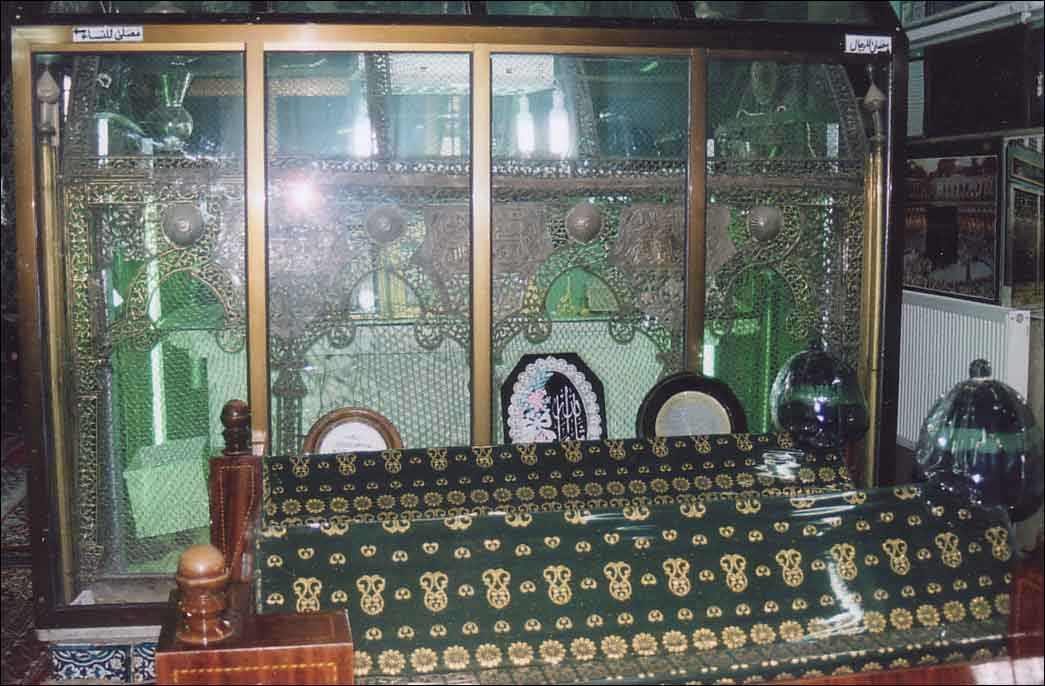
Tomba di Ibn ʿArabī a Damasco

### La morte
Ibn ʿArabī morì a Damasco il 16 novembre 1240. Il suo corpo fu inumato a nord della città, nel quartiere Ṣāliḥiyya, ai piedi del monte Qasiyūn. Nel XVI secolo, il sultano ottomano Selim II fece edificare sulla sua tomba un mausoleo e una madrasa.

## Il pensiero

### Il percorso mistico
Per Ibn ʿArabī, il percorso mistico non è né razionale né irrazionale: lo spirito sfugge le limitazioni della materia. A differenza della filosofia, esso è al di fuori del regno della ragione, come pensava Tertulliano. Così, a differenza della scissione operata da Averroè, diviso tra fede e ragione, la visione di Ibn ʿArabī è quella di un incontro tra intelligenza, amore e conoscenza. Ibn 'Arabi è intellettualmente nella linea di al-Hallaj che cita ripetutamente: egli ritiene che i veri fondamenti della fede sono nella conoscenza della scienza delle lettere (ʿIlm al-ḥurūf, "Scienza delle lettere"). Secondo lui, la scienza del Corano si trova nelle lettere "misteriose" poste all'inizio di alcune sure, concezione che la corrente dottrinale dell'Islam non ammette. Anche l'opera di Ibn ʿArabī in proposito rimane emarginata ancora oggi dall'ortodossia islamica.

### La donna
(dai Fuṣūṣ, I)
Secondo Ibn ʿArabī la donna va contemplata proprio come si contempla Dio. Inoltre l'amore verso la donna può raggiungere vette spirituali qualora esso sia ritualizzato, attraverso la donna, alla divinità: «Questo atto corrisponde alla proiezione della volontà divina su ciò che Egli creò nella sua forma, al momento stesso in cui la creò, per riconoscervi sé stesso...» secondo lui, chi ama le donne in questo modo «le ama di un amore divino».

### La legge islamica
Anche se Ibn ʿArabī ha dichiarato in più di un'occasione che non preferiva una tra le varie scuole di giurisprudenza islamica (madhhab ), è stato indicato come responsabile della copia e della conservazione dei libri della Zahiriyya o "Scuola letteralista", alla quale è stato erroneamente collegato.

### L'Uomo perfetto (Uomo universale) oal-Insān al-Kāmil
Al-Insān al-Kāmil o l'essere perfetto è stato profondamente discusso in forma scritta da Ibn ʿArabī in una delle sue opere più prolifiche dal titolo Fuṣūṣ al-Ḥikam. L'assunzione di un'idea già comune all'interno della cultura sufi, è applicata da Ibn ʿArabī alla profonda analisi e riflessione sul tema dell'Uomo Perfetto e la ricerca nella realizzazione di questo obiettivo. Nello sviluppare la sua spiegazione del perfetto essere, Ibn ʿArabī prima discute della questione dell'Unicità dell'Esistenza attraverso la metafora dello specchio.
In questa metafora Ibn ʿArabī confronta un oggetto che viene riflesso in innumerevoli specchi al rapporto tra Dio e le sue creature. L'essenza di Dio si vede nell'essere umano esistente, come Dio è l'oggetto e gli esseri umani sono gli specchi. Ciò significa due cose, che da quando gli esseri umani sono meri riflessi di Dio non ci può essere alcuna distinzione o separazione tra i due e senza Dio le creature sarebbero inesistenti. Quando un individuo capisce che non c'è separazione tra l'uomo e Dio, ha inizio il percorso verso l'unità finale. Chi decide di camminare in direzione di tale unità persegue la vera realtà e risponde al desiderio di Dio di essere conosciuto. La ricerca all'interno di questa realtà di unità provoca un ricongiungimento con Dio, così come il miglioramento della coscienza di sé.
L'Uomo perfetto, attraverso questo sviluppo di autocoscienza e auto-realizzazione, richiede una auto-manifestazione divina. In questo modo l'Uomo Perfetto diviene di origine sia divina sia terrena. Ibn ʿArabī lo chiama l'"istmo". Essendo l'istmo tra cielo e terra, l'Uomo Perfetto soddisfa il desiderio di Dio di essere conosciuto e la presenza di Dio può essere realizzata per mezzo di Lui da altri. Inoltre attraverso l'automanifestazione, si acquisisce la conoscenza divina, che è lo spirito primordiale di Maometto e tutta la sua perfezione. Ibn ʿArabī aggiunge che l'Uomo Perfetto veicola lo spirito divino al cosmo.
Ibn ʿArabī ha inoltre spiegato l'Uomo Perfetto utilizzando almeno ventidue diverse descrizioni e vari aspetti quando si considera il Logos. Ibn ʿArabī contempla il Logos, o "Uomo Universale", come una mediazione tra l'individuo umano e l'essenza divina.
L'uomo in Ibn ʿArabī è l'immagine perfetta della creazione completata: «Chi ha creato te, poi modellato e plasmato armoniosamente? Egli ti ha formato nel modo in cui Egli ha voluto». L'immagine esteriore dell'uomo assomiglia in qualche modo al mondo e alle sue dimensioni macrocosmiche. Le sue facoltà interiori (intelletto, immaginazione, etc.) hanno una somiglianza con le sfere superiori. La somiglianza esteriore e interiore è costantemente citata nei diversi capitoli del Futūḥāt nonché del Mawāqiʿ al-Nujūm (Il tramonto delle stelle) e le Tadbīrāt al-Ilāhiyya (Le disposizioni divine). Prima di Ibn ʿArabī, molti filosofi, come i Fratelli della purezza (Ikhwan al-Safa) e Avicenna (Ibn Sīnā), sistemati nel loro volto umano metafisico dell'universo e nell'aspetto cosmologico dell'uomo.
Ibn ʿArabī intende per l'uomo un grado elevato e distinto, quello dell'Uomo Perfetto (il Quṭb, il Polo), che ha la conoscenza filosofica e l'esperienza mistica. La perfezione umana è associata all'immagine divina che fornisce i segreti esoterici dell'agire sulla creatura. Inoltre, la presenza dell'uomo nella creatura contribuisce alla perfezione della sua immagine. L'Uomo Perfetto si distingue dall'uomo comune (Ibn ʿArabī parla di "uomo-animale", a causa delle sue caratteristiche anatomiche e fisiologiche) in quanto è lui solo, grazie all'appropriazione dei Nomi Divini, ad avere la volontà creativa e il comando del mondo. Inoltre, l'Uomo Perfetto si distingue per l'energia spirituale o l'aspirazione (in arabo: himma) che è il suo strumento di creazione. Esso rappresenta, nell'uomo-animale, il lato manuale nei suoi prodotti e delle sue disposizioni.
Oltre l'appartenenza all'entità spirituale, l'Uomo Perfetto si distingue anche per la "luogotenenza" (Khilāfa). È quindi vicario (khalīfa) e successore (nāʾib), in quanto in controllo di tutti i nomi e in copia ridotta della realtà cosmica e metafisica. Questo versetto ci insegna questa verità: «Egli insegnò ad Adamo tutti i nomi».
Se Dio è qualificato come un "tesoro nascosto", Egli è nascosto dietro la forma di un Uomo Perfetto e si manifesta con la sua Teofania in quella forma perfetta. Essendo il luogo epifanico, l'Uomo Perfetto conosce sé stesso e conosce il suo Signore che appare in lui a differenza dell'uomo-animale che conosce la realtà superiore attraverso l'intermediazione delle prove cosmiche e dei segni eretti nel mondo. La meditazione di questi segni non supera in lui il solo sforzo speculativo. L'Uomo Perfetto, piuttosto, contempla questi segni in lui ed estrae le perle del tesoro nascosto nella sua anima. Esso combina in tal modo la meditazione e la contemplazione. Questo sforzo di contemplazione culmina nell'esperienza delle diverse modalità di presenza (Ḥaḍara) Divina. L'uomo universale o perfetto è colui che raggiunge la soglia della "Presenza totale" (al-Ḥaḍarāt al-jāmʿiyya) che comprende tutte le altre forme di presenza e sintetizza, attualizzando e l'integrando di un punto di vista esistenziale le infinite qualità dei nomi divini che contengono la prospettiva del principio.

### Il "tesoro nascosto"
Questa nozione si riferisce al ḥadīth (narrazione di Maometto), che Dio ha detto: «Ero un tesoro nascosto e mi è piaciuto [o voluto] essere conosciuto così ho creato le creature per essere conosciuto da loro.». In questo ḥadīth, la volontà di Dio è conosciuta per essere trasportata dal desiderio e dall'amore: «Quando Dio si è conosciuto e ha conosciuto il mondo da sé stesso, l'ha creato secondo questa forma. Il mondo è quindi uno specchio in cui egli contempla la sua immagine. Egli non ha amato, infatti, che egli stesso». In questo rapporto di sé stesso con sé stesso si comprende per il fatto che il mondo intero, conosciuto da Dio attraverso la Sua scienza eterna, non che una forma epifanica della sua manifestazione (tajallī). E si manifesta in queste forme, si conosce e si contempla e ama la creatura che ama Sé stesso. Da notare che Ibn ʿArabī, nel Trattato d'amore (p. 60) dice: «Così, l'oggetto d'amore, in tutti i suoi aspetti, è Dio. L'Essere Vero che conoscendo Sé stesso conosce il suo mondo e manifesta la Sua forma. Pertanto, il mondo si trova ad essere uno specchio di Dio, in cui vede la sua forma. Ed egli non ama che Sé stesso.»

### LaWaḥdat al-Wujūd
La teoria della Waḥdat al-Wujūd (Unicità dell'Essere) è stata sistematizzata per la prima volta dal suo discepolo e figlio Sadr al-Dīn al-Qūnawī.
Ibn ʿArabī non ha espressamente usato questa formula, ma ha lasciato intendere in vari brani del suo lavoro, tra cui le Futūḥāt e i Fuṣūṣ al-Ḥikam che "la realtà è di essere unici" (Ḥaqīqat al-wujūd wāḥida), e che Dio è il senso assoluto, il vero Essere, l'Essere necessario che condiziona tutti gli esseri subordinati e contingenti, e non è condizionato da alcun altro essere. Il concetto di Waḥdat al-Wujūd in Ibn ʿArabī è solo l'interpretazione enfatica e iperbolica dell'unicità (tawḥīd), un pilastro dell'Islam.

### I nomi divini
(Ibn ʿArabī)
Per Ibn ʿArabī, Dio non è conosciuto nella sua realtà essenziale (Huwa, Allah), ma conosciuto attraverso i Suoi nomi divini. Così, tutti i doni di Dio per quanto riguarda la creazione si diffonderanno attraverso i nomi divini. È essenzialmente divina la misericordia che Dio elargisce alle creature attraverso i Suoi molteplici nomi, come (al-Raḥmān) "Allah crea benefici in al-dunyā (il mondo inferiore) per i musulmani e i non musulmani e crea benefici in al-ākhira (l'aldilà) solo per i musulmani e alcune persone che non hanno accesso al messaggio dell'Islam o che hanno male recepito il messaggio dai musulmani" (al-ʿadl) "Colui che crea una moltitudine di gradi di merito o sanzioni abbondanti, ma eque, questi dalla cima di al-Janna (luoghi futuri di residenza per i musulmani) in profondità nel nār al-jahannam ("il Fuoco infernale", il luogo delle future sanzioni perpetue per i non-musulmani e un luogo di punizione temporanea per alcuni musulmani)" (al-ghaffār).
D'altra parte, i nomi divini si riflettono nella creazione e non si incorporano. Il tema dello specchio della creazione in cui Dio si riflette attraverso i Suoi nomi divini interviene a vietare qualsiasi assimilazione dell'essenza divina con l'essenza della creazione. Henry Corbin parla a proposito del teomonismo. Si potrebbe dire che, contrariamente al panteismo che naturalizza Dio e lo assorbe nell'immanenza, il teomonismo di Ibn ʿArabī divinizza la natura, preservando la trascendenza e l'unicità di Dio. Per quanto riguarda l'uomo, il suo posto speciale e privilegiato nella creazione deriva dal fatto che egli è l'unica creatura in lui che riassume tutti i nomi divini.
Ma non solo la molteplicità di Dio avviene anche nella sua manifestazione attraverso le fedi. Per questa ragione Maometto in una celebre frase afferma: "Chi conosce sé stesso conosce suo Signore". La conoscenza di sé stessi avvicina a Dio e al suo nome cui ogni uomo è portatore, ma nello stesso tempo il Signore è relativo alla propria fede e rivelazione.

### L'immaginazione creatrice
L'immaginazione in Ibn ʿArabī gioca un ruolo di primo piano, e Henry Corbin è stato il primo commentatore di Ibn ʿArabī a parlare ampiamente nel suo libro di riferimento: L'immaginazione creatrice nel Sufismo di Ibn ʿArabī. Questo libro è una lettura filosofica a vocazione fenomenologica per esplorare un tema centrale, mai studiato prima. Questo tema è l'immaginazione che ha portato all'invenzione di diverse parole correlate come "immaginale" e "mondo immaginale", o mundus imaginalis. Il mondo immaginale, o ʿālam al-mīthāl, si distingue dal mondo della realtà concreta come da quella dell'intelletto, ma si sovrappone alla prima, come una dimensione supplementare.
Per Corbin, la dottrina di Ibn ʿArabī, descritta come Teosofia (sapienza divina) o l'ermeneutica profetica si basa su un concetto che è la Teofania, la presenza di Dio, o la sua manifestazione nel mondo dei fenomeni; l'immaginazione gioca un ruolo decisivo, per la percezione di quel volto divino nelle cose e degli esseri. L'Amor Profano è il supporto dell'amore divino, l'amore è il luogo della Teofania. Questo non vuol dire che Dio si incarna nella persona amata, ma si è rivelato in esso. L'immaginazione è "creativa" nella misura in cui chi vede Dio, vede in lui ha creato la scienza di questa divinità incarnata nel mondo. Tutto è interpretato alla luce della Teofania la cui immaginazione è l'organo di percezione. H. Corbin ha scritto: «L'immaginazione attiva è essenzialmente l'organo delle teofanie, perché è l'organo della creazione e che la creazione è essenzialmente teofania». H. Corbin mette il cuore al centro di questa creatività perché è l'unico organo in grado di resistere alla trasmutazione dal suo improvviso e incessante cambio: «Il cuore è la sede dove si concentra l'energia spirituale creativa, che è cioè teofanica, mentre l'immaginazione è l'organo».
Da questo punto di vista, H. Corbin pone il luogo dell'immaginazione al centro di tutta la creazione e la cogitazione. Non c'è conoscenza, nessuna rivelazione, né interpretazione senza immaginazione che è, prima di tutto, la creatività.

### La creazione continua
Per Ibn ʿArabī il mondo fenomenico è in continua evoluzione. Persino una pietra che crediamo immutata nel corso del tempo è in mutamento, un po' come vedere la fiamma di un lume che è in realtà la sovrapposizione di piccole fiamme. Chi crede che la pietra rimanga tale è ad un livello mentale infantile, mentre i mistici che notano le differenze sono come gli adulti. La visione del mutamento costante, o "creazione eterna", prerogativa del Cuore cosmo dell'Uomo Universale, identico all'Ipseità dell'Assoluto.

## Le reazioni e l'influenza del suo pensiero
L'influenza di Ibn ʿArabī nella storia della spiritualità islamica è immensa. Essa non solo comprende la scuola di Ibn ʿArabī stesso, ma si estende a molti ordini sufi, come la Shadhiliyya, la Khalwatiyya, la Mawlawiyya (quella dei dervisci rotanti), la Cishtiyya. Il concetto di Waḥdat al-Wujūd ha un posto importante nell'Islam alevi bektashi. Al di là del Sufismo, le opere di Ibn ʿArabī sono state meditate e commentate da molti mistici e teosofi persiani di orientamento sciita. Osman Yahya ha identificato 130 commentari persiani solo dei Fuṣūṣ. Più tardi ancora, la sua influenza si estenderà producendo la giunzione di questa scuola con l'Ishrāq di Sohrawardi e la teosofia sciita dei dotti imam (Haydar Amoli, Ibn Abi Jomhur, Mollā Ṣadra).
L'opera di Ibn ʿArabī è considerata come l'apice dell'esoterismo islamico. Egli ha segnato una data nella storia di questa corrente. Si presenta come la somma più completa e sistematica dell'esoterismo islamico. I pensatori occidentali come Guénon e Schuon, considerano un'espressione di privilegio della "filosofia perenne". Secondo Roger Deladrière, Ibn ʿArabī è l'autore del "lavoro teologico, mistico e metafisico più significativo che nessun uomo ha mai fatto." Anche in ambito letterario occidentale, il pensiero di Ibn ʿArabī (mediato da Corbin) è influente, in opere che rivisitano aspetti dell’esoterismo islamico, come nel caso della scrittrice portoghese Maria Gabriela Llansol, che ha dedicato a Ibn ʿArabī, e al tema della cosiddetta «immaginazione creatrice», varie prose in diversi libri.
Nonostante un gran numero di seguaci e difensori di prestigio, sia sunniti sia sciiti, è stato oggetto di aspre critiche nel corso della storia, da parte dei teologi essoterici (vedi Ibn Taymiyya), e tutti i movimenti neo-hanbaliti, tra cui il wahhabismo saudita. I Wahhabiti accusano Ibn ʿArabī di usare un vocabolario di amore per parlare del nostro rapporto con Dio, cosa che è, secondo costoro, un sacrilegio. Essi rifiutano anche la dottrina dell'Unicità dell'Esistenza, riassunta come segue: vi è un solo Dio che esiste (o ancora: il mondo è lo specchio di Dio), perché credono (erroneamente i discepoli di Ibn ʿArabī) che essa sia una forma di panteismo che rimuove la trascendenza di Dio. Alcuni studiosi musulmani hanno dichiarato che Ibn Arabi è il leader spirituale e il maestro sufi più importante della storia musulmana. Altri lo considerano un eretico o anche un apostata. In pochi hanno avuto reazioni neutrali o tiepide.
È anche commentato da Abd al-Qader nei suoi Scritti spirituali.

## Opere di Ibn ʿArabī

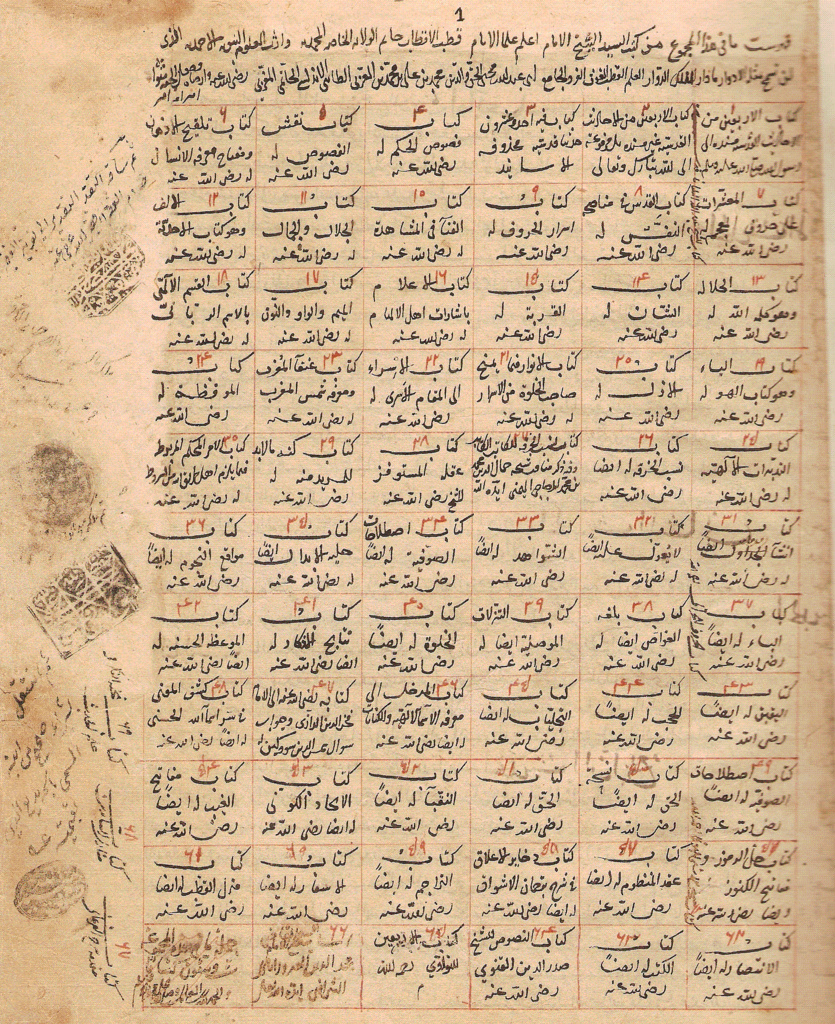
Un elenco medievale delle opere di Ibn ʿArabī

Questo lavoro di 846 opere, 17 elencati da Osman Yahia nella sua Storia e classificazione del lavoro di Ibn ʿArabī - illustra tutte le scienze religiose islamiche: quelli della sharia o legge essoterica temporale (Corano, Sunna o Tradizione di Maometto, diritto); quelli dell'Haqîqa o verità metafisica e esoterica della ṭarīqa, vale a dire, il cammino spirituale e essoterico verso la "realizzazione" della verità. " Nel "Mawāqiʿ al-Nujūm" (Le posizioni della cornice delle stelle), scritto nel 1198, spiega le tre fasi del percorso. Dalla shari'a, la religione letterale, la pratica del taʾwīl, l'esegesi simbolica ed esoterica si raggiunge la verità mistica. Henry Corbin lo considera come: «uno dei più grandi visionari teosofi di tutti i tempi». Il lavoro è di difficile accesso, in quanto, nonostante le sue dimensioni enormi, è spesso scritto in uno stile molto conciso ed ellittico richiamando il commentario.
Sono circa 800 le opere attribuite a Ibn ʿArabī, anche se solo alcune sono state autenticate. Recenti ricerche indicano che oltre 100 delle sue opere sono sopravvissute in forma manoscritta, anche se la maggior parte delle versioni stampate non sono ancora state curate in modo critico e comprendono molti errori.

### Elenco delle opere principali
- Le rivelazioni meccane (al-Futūḥāt al-Makkiyya fī maʿrifat asrār al-malikiyya wa l-mulkiyya) la sua più grande opera originariamente in 37 volumi e pubblicata in 4 o 8 volumi in tempi moderni; discute di una vasta gamma di argomenti, dalla filosofia mistica alle pratiche e le registrazioni dei suoi sogni/visioni sufi. Esso ammonta a 560 capitoli.[2]
- La sapienza dei profeti (Fuṣūṣ al-ḥikam wa khuṣūṣ al-kilam) composto durante l'ultimo di vita di Ibn 'Arabi, il lavoro è a volte considerato il suo più importante e può essere caratterizzato come una sintesi dei suoi insegnamenti e delle credenze mistiche. Tratta del ruolo svolto dai diversi profeti nella rivelazione divina.[38][39][40] L'attribuzione di questo lavoro è dibattuto e in almeno una fonte[41] è descritto come un falso. Vi sono 74 libri in totale attribuiti allo Shaykh Ibn ʿArabī, di cui 56 sono stati citati in "al-Futūḥāt al-Makkiyya" e il resto menzionato negli altri libri. Tuttavia molti altri studiosi accettano il lavoro come autentico.[39][42]
- Dīwân[43] la sua raccolta di poesie attraverso i cinque volumi, per lo più inediti. Le versioni stampate disponibili si basano su un solo volume del lavoro originale.
- Lo spirito della santità (Rūḥ al-quds), un trattato sull'anima che comprende una sintesi della sua esperienza dai diversi maestri spirituali del Maghreb. Parte di questo è stato tradotto come sufi dell'Andalusia, ricordi e aneddoti spirituali su molte persone interessanti che ha incontrato in al-Andalus.
- La contemplazione dei Santi Misteri (Mashāhid al-Asrār) probabilmente il suo primo lavoro importante, composto da quattordici visioni e dialoghi con Dio.
- Detti Divini un'importante collezione fatta da Ibn ʿArabī di 101 aḥādīth qudsī
- Il libro dell'annichilimento nella contemplazione (K. al-Fanāʾ fī l-Mushāhada), un breve trattato sul significato mistico dell'annientamento (fanaʾ).
- Le preghiere devozionali (Awrād), una collezione molto letta di quattordici preghiere per ogni giorno e notte della settimana.
- Viaggio verso il Signore del Potere (Risālat al-Anwār), un manuale tecnico dettagliato e una tabella di marcia per il "viaggio senza distanza".
- Il libro dei giorni di Dio (Ayyām al-Sha'n), un lavoro sulla natura il tempo e le diverse tipologie di giorni sperimentato dagli gnostici.
- Il Favoloso grifone dell'occidente ('Unqā' Mughrib), un libro sul senso della santità e il suo culmine in Gesù e il Mahdī.
- L'albero universale e i quattro uccelli (al-Ittihād al-Kawnī), un libro poetico sull'Uomo universale e i quattro principi dell'esistenza.
- Preghiera per l'elevazione spirituale e la protezione ('al-Dawr al-A'lā), una breve preghiera che è ancora ampiamente utilizzata nel mondo musulmano.
- L'interprete dei desideri (Tarjumān al-Ashwāq) poesie d'amore (ghazal) ispirate da Niẓām ʿAyn al-Shams, la giovane, bella e intellettualmente dotata figlia di un amico che incontrò alla Mecca. In risposta alle critiche che egli ricevette, Ibn Arabi le ripubblicò con un commento che spiega il significato dei simboli poetici.
- Il Governo divino del Regno Umano (al-Tadbirat al-ilahiyya fi islah al-mamlakat al-insaniyyah).
- I quattro pilastri della trasformazione spirituale (Hilyat al-abdāl) un breve lavoro sugli elementi essenziali del cammino spirituale.
- Kitāb al-ʿaqāʾid
- Muḥāḍarāt al-abrār wa musāmarāt al-akhyār
- Kitāb al-Isrāʾilā maqām al-asrā
- Tāj al-rasāʾil wa minhāj al-wasāʾil
- Durrat al-fākhira (La perla gloriosa) - opere biografiche in cui si parla del sufismo in al-Andalus

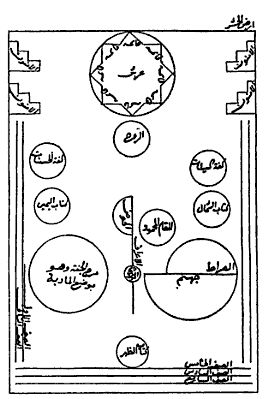
Schema di (Arḍ al-Hashr) del Giorno del Giudizio, dal manoscritto autografo delle al-Futūḥāt al-Makkiyya, ca. 1238 (foto: dopo Futuhat al-Makkiyya, edizione Il Cairo, 1911).

### Le rivelazioni meccane
Nel 629 del calendario islamico, la prima bozza di al-Futūḥāt al-Makkiyya venne completata. Esistono centinaia di manoscritti di questo lavoro nelle varie biblioteche del mondo, il più importante dei quali è il manoscritto di Konya, scritto dal suo autore.
Tre anni dopo, nel 632 E, il primo di Muḥarram, Ibn ʿArabī intraprese una seconda bozza delle Futūḥāt, includendo una serie di aggiunte e un certo numero di cancellazioni rispetto al progetto precedente. Questa revisione completata nell'anno 636 (Addas 286). Dopo il completamento di questo secondo progetto, ha iniziato a insegnare ai suoi discepoli. Osman Yahia ha citato centinaia di queste udienze o letture pubbliche che sono avvenute tra l'anno 633 e 638.

### La sapienza dei profeti
Ci sono stati molti commenti sull'opera Fuṣūṣ al-Ḥikam: il primo, al-Fukūk, è stato scritto da suo figliastro ed erede, Ṣadr al-Dīn al-Qunawī, che aveva studiato il libro con Ibn' Arabī; il secondo dallo studente di Qunawī, Mu'ayyad al-Dīn al-Jandī, che è stato il primo commento eseguito punto per punto; il terzo da uno studente di Jandī', Dawūd al-Qaysarī, che divenne molto influente nel mondo in lingua persiana. Ci sono stati molti altri, nel mondo ottomano (ad esempio, 'Abd Allah al-Bosnawī), nel mondo arabo ('Abd al-Ghanī al-Nabulusī) e nel mondo persiano (Haydar Āmolī). Si stima che vi siano oltre cinquanta commentari del Fuṣūṣ, la maggior parte dei quali esistono solo in forma manoscritta. Il più noto (come Fukūk di Qunawī') sono stati stampati negli ultimi anni in Iran. Una recente traduzione in inglese del Fuṣūṣ, Naqsh al-Fuṣūṣ (L'Impronta o modello del Fusus), nonché un commento a questo lavoro di 'Abd al-Raḥmān Jāmī, Naqd al-Nuṣūṣ fī Sharḥ Naqsh al-Fuṣūṣ (1459), di William Chittick è stato pubblicato nel volume 1 del Journal of Muhyiddin Ibn 'Arabi Society (1982).
I Fuṣūṣ sono stati criticamente modificati in arabo da 'Afīfī (1946). La prima traduzione inglese è stata fatta in forma parziale da Angela Culme-Seymour dalla traduzione francese di Titus Burckhardt come La Saggezza dei Profeti (1975), e la prima traduzione completa era di Ralph Austin come Bezels of Wisdom (1980). C'è anche una traduzione francese completa di Charles-André Gilis, dal titolo Le livre des chatons des Sagesses (1997). L'unico commento importante tradotto in inglese finora è la traduzione di Ismail Hakki Bursevi sul Fusus al-hikam da Muhyiddin Ibn 'Arabi, tradotto dal turco ottomano da Bulent Rauf in 4 volumi (1985-1991).

### Le opere poetiche
Ibn ʿArabī, è più conosciuto per la sua prosa che per la sua poesia, tuttavia, ci ha lasciato un'opera poetica molto importante. È infatti l'autore di almeno due collezioni complete: una è chiamata (Tarjumân al-Ashwâq) o L'interprete dei desideri; un'altra, senza titolo, offre una varietà di poesie e tratta molti temi. I Futuhât sono anche una raccolta di poesie. Nell'interprete dei desideri, l'amante, anche se si manifesta in un vero e proprio supporto reale è sempre un'allegoria di un amore ed è in ultima analisi, un relazionarsi a Dio.

## I commentatori dell'opera di Ibn ʿArabī
La mole e l'importanza dell'opera di Ibn ʿArabī è tale da aver determinato molti discepoli ma anche molti critici. Tra i più celebri commentatori dei Fuṣūṣ, c'è quello di Dāwūd Qaysarī (751/1350-1351) e di Kamâloddîn 'Abdorrazzâq Kâshânî (morto tra il 735/1334 e il 751/1350-1351). Vi è inoltre il commento di Haydar Āmolī. Infine un grande lavoro di catalogazione e pubblicazione delle opere è a cura di Osman Yahyâ.

### Traduzioni italiane delle opere
- Ibn ʿArabī, La sapienza dei profeti (Fuṣūṣ al-ḥikam), a cura di T. Burckhardt, Roma, Ed. Mediterranee, 1987
- Ibn ʿArabī, L'alchimia della felicità, a cura di M. Jevolella, Como, RED, 1996
- Ibn ʿArabī, Il libro dell'estinzione nella contemplazione, a cura di Y. Tawfik e R. Rossi Testa, Milano, SE, 1996
- Ibn ʿArabī, L'epistola dei settanta veli, a cura di A. Iacovella, Roma, Ed. Voland, 1997
- Ibn ʿArabī, Il nodo del sagace, a cura di C. Crescenti, Milano, Mimesis, 2000
- Ibn ʿArabī, Il mistero dei custodi del mondo, a cura di C. Casseler, Torino, Il leone verde, 2001
- Ibn ʿArabī,  L'interprete delle passioni (Tarğumān al-Ašwāq), a cura di R. Rossi Testa e G. De Martino, Milano, Urra - Apogeo, 2008. ISBN 9788850326365
- Ibn ʿArabī, Epistola dell'Albero e dei Quattro Uccelli, a cura di R. Rossi Testa, Milano, Luni Editrice, 2015
- Ibn ʿArabī, Il Trattato dell'Unità, Roma, edizioni Life Quality Project Italia, 2011 (contenente un CD con la lettura del testo)
- Ibn ʿArabī, Il Libro del Sé Divino, (Kitab al-Ya wa huwa kitab al Huwa), Torino, Il Leone Verde 2004.

### Libri su Ibn 'Arabi
- Claude Addas, Ibn Arabi et le voyage sans retour, Parigi, Seuil, 1996, collection "Point-Sagesse".
- William Chittick, The Sufi Path of Knowledge. Ibn al-Arabi's Metaphysics of Imagination, Albany (NY), SUNY Press, 1989.
- __, Imaginal Worlds. Ibn al-Arabi and the Problem of Religious Diversity, Albany (NY), SUNY Press, 1994.
- __, The Self-Disclosure of God: Principles of Ibn al-Arabi's Cosmology, Albany (NY), SUNY Press, 1997.
- Henry Corbin, L'immaginazione creatrice, Laterza, 2005, ISBN 8842071188.
- Stephen Hirtenstein, The unlimited mercifier: the spiritual life and thought of Ibn Arabi, Oxford, Anqa publishers; Ashland, White Cloud Press, 1999.
- Miguel Asín Palacios, La escatología musulmana en «La Divina Comedia» Prolusione tenuta presso la Real Academia Española di Madrid con risposta di don Julián Ribera Tarragó il giorno 26 gennaio 1919.

### Filmografia su Ibn Arabi
Film che trattano la figura di Ibn Arabi:
- Il mistero di Dante (2014), di Louis Nero, interpretato da F. Murray Abraham